# المسيحية في مالطا

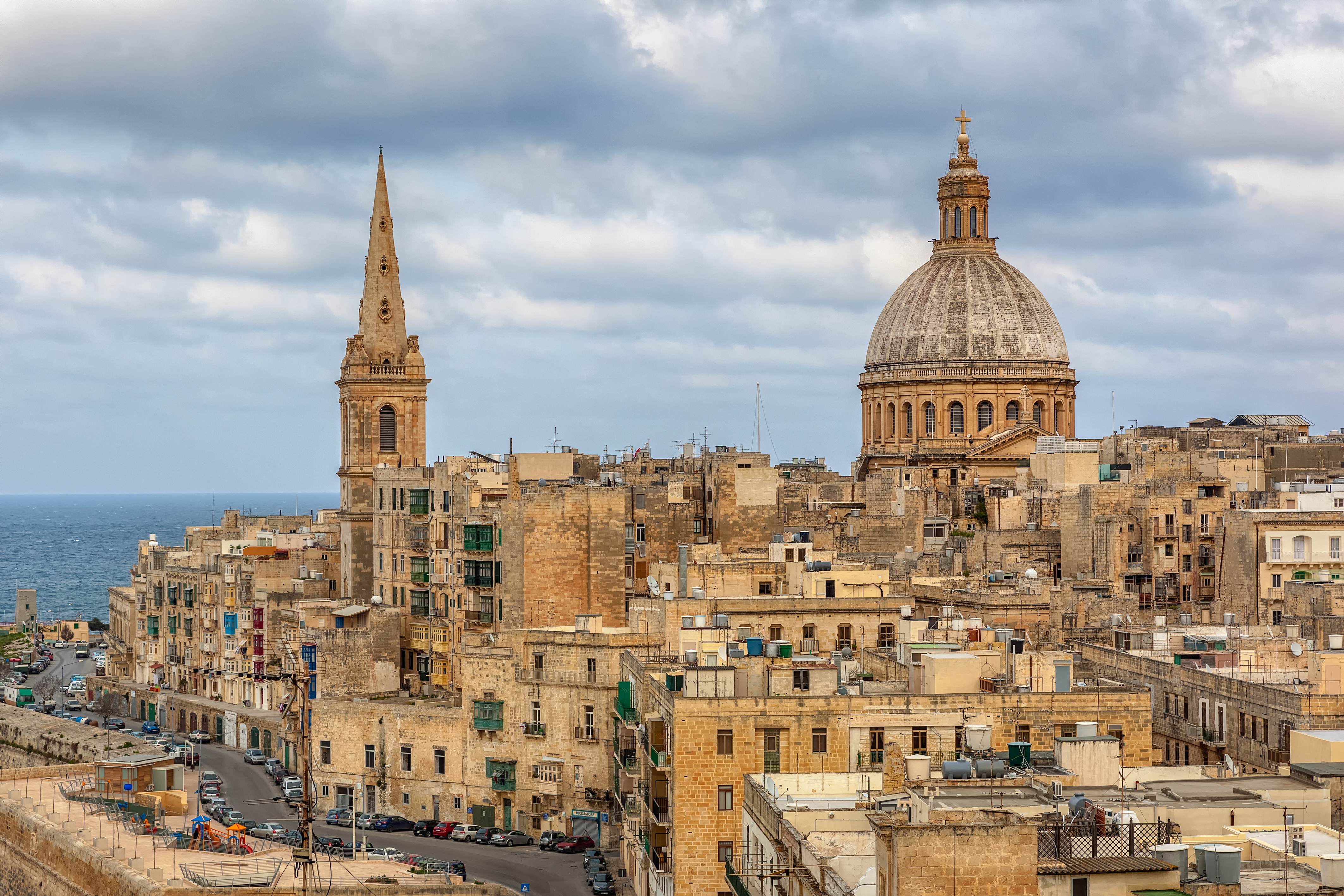
كنيسة القديس بولس وسيدة الكرمل، فاليتا.

المسيحية في مالطا هي الديانة السائدة والمهيمنة، ووفقاً لمركز بيو للأبحاث عام 2010 فإنّ الغالبية العُظمى (97%) من سكان مالطا هم من المسيحيين، ومعظمهم من أتباع الكنيسة الرومانية الكاثوليكية مما يجعلها إحدى أكثر الأمم الكاثوليكيّة في العالم.
يَصف الدستور المالطي المذهب الكاثوليكي بأنه الدين الرسمّي للدولة. وتحظى مالطا بمعدل مرتفع مقارنًة بدول الاتحاد الأوروبي من حيث حضور القداس والتدين والتردد على الكنائس. وفقاً لمسح عام 2006 قال حوالي 72.7% من سكان جزيرة غودش أنهم حضروا الكنيسة كل يوم أحد، وقال حوالي 52.6% من سكان مالطا أنهم حضروا الكنيسة كل يوم أحد.
يعود الحضور المسيحي في البلاد إلى العصور المسيحية المبكرة، حيث بشّر بولس الطرسوسي في مالطا وهو يعّد اليوم جنبًا إلى جنب القديس بوبليوس والقديسة أجاثا رعاة جزيرة مالطا. وقد حكمت الجزيرة منذ 1530 حتى 1789 المنظمة الكاثوليكية فرسان مالطة والتي تركت العديد من البصمات والآثار المعماريَّة والاجتماعية والسياسيَّة في البلاد.

## تاريخ

### العصور المبكرة والوسطى

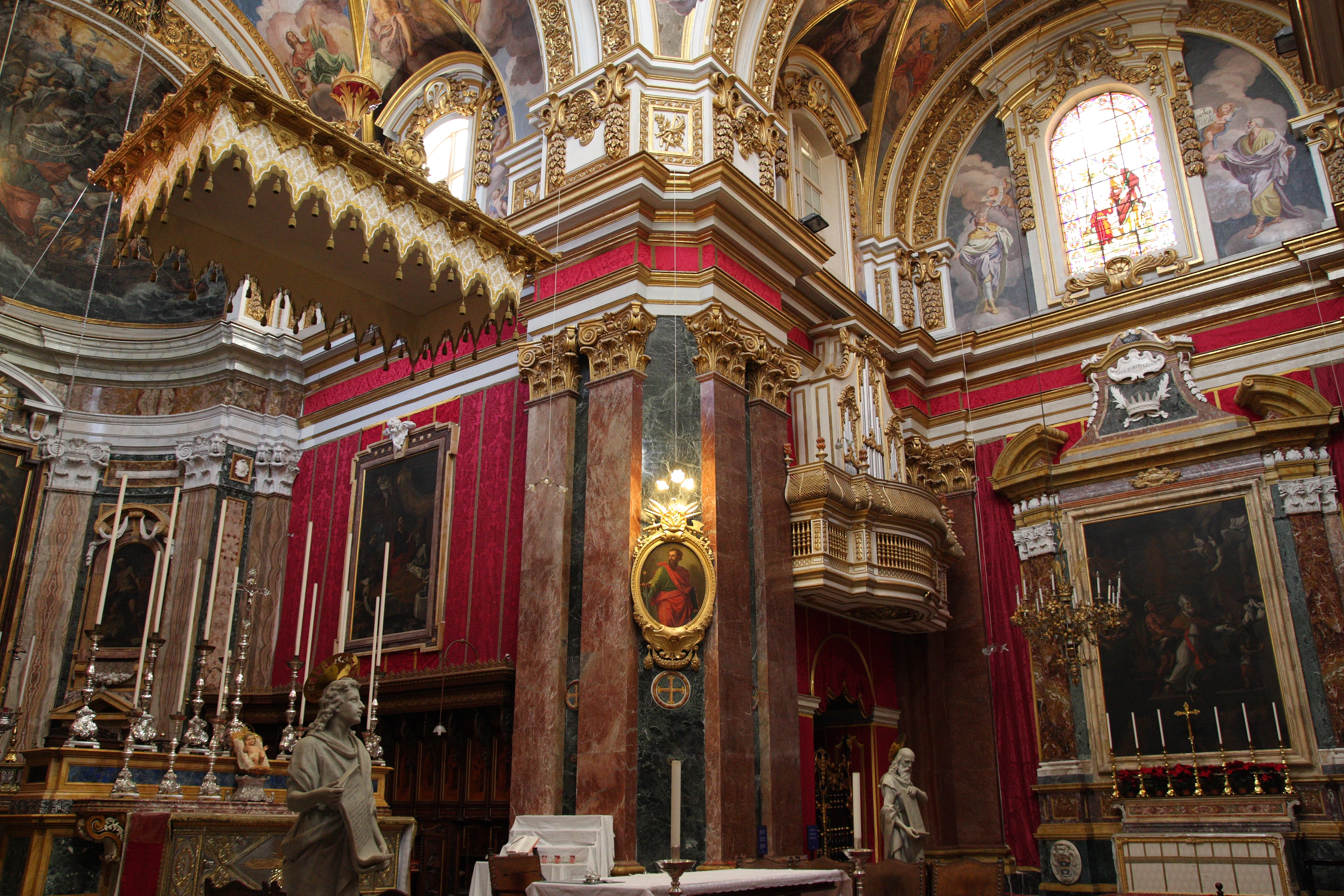
داخل كاتدرائية القديس بولس في مدينة.

تشهد سرداب الموتى في الرابات على وجود مجتمع مسيحي في وقت مبكر في مالطا. ويذكر سفر أعمال الرسل غرق بولس الطرسوسي في مالطا في طريقه من قيسارية ماريتيما إلى روما، وبقي بولس في مالطا لمدة ثلاثة أشهر. وفقًا المسيحية أصبح بوبليوس، الحاكم الروماني لمالطا آنذاك، أول مطران لمالطا بعد تحوله إلى المسيحية. ويقال إن أسقفيه قد استغرقت ثلاثين عامًا قبل أن يواجه الاستشهاد في أثينا. هناك معلومات ضئيلة عن استمرارية المسيحية في مالطا في السنوات اللاحقة على الرغم من أنَّ التقاليد تشير أنه كان هناك خط مستمر من الأساقفة من بوبليوس إلى حقبة الإمبراطور قسطنطين الأول. ذكر في سجلات مجمع خلقيدونية أنه في 451م، كان ميليتينوس إبيسكوبوس أسقف مالطا حاضرًا في المجمع، كما الأسقف مليتيننسيس حاضرًا في مجمع القسطنطينية الثاني في عام 501م. كان ماناس ذو الأصول اليونانية آخر أسقف لمالطا مسجل قبل الغزو العربي.
في ظل الحكم الإسلامي، سُمح للمسيحيين الأصليين بحرية الدين ولكن اضطروا لدفع الجزية كما كانت هناك قيود على وظائفهم ولباسهم والقدرة على المشاركة في الشؤون العامة. أحتل روجر الأول كونت صقلية الجزيرة ولقي ترحيبًا حارًا من قبل المسيحيين الأصليين., يقول المؤرخ المالطي جيوفاني فرانشيسكو أبيلا أنه بعد اعتناقهم للمسيحية على يد بولس الطرسوسي، احتفظ المالطيون بدينهم المسيحي، على الرغم من الغزو الفاطمي. وتصف كتابات أبيلا مالطا بأنها "حُصن حضاري مسيحي أوروبي ضد انتشار الإسلام المتوسطي. في عام 1479 كانت مالطا وجزيرة صقلية تحت حكم مملكة أرغون وأجبر مرسوم الحمراء لعام 1492 أجبر جميع اليهود التنصر أو مغادرة البلاد، وقد تحول عشرات عشرات اليهود المالطيين إلى المسيحية حتى يتمكنوا من البقاء في البلاد. نشأت ثقافة فرعية يهودية في مالطا خلال عهد فرسان الإسبتارية. ولقرون، كانت الكنيسة في مالطا تابعة لأبرشية باليرمو، إلا عندما كانت تحت حكم شارل الأول ملك نابولي، وقام بتعين أساقفة لمالطا، كما فعل - في مناسبات نادرة - الأسبان وبعد ذلك فرسان الإسبتارية.

### حكم الفرسان والفرنسي

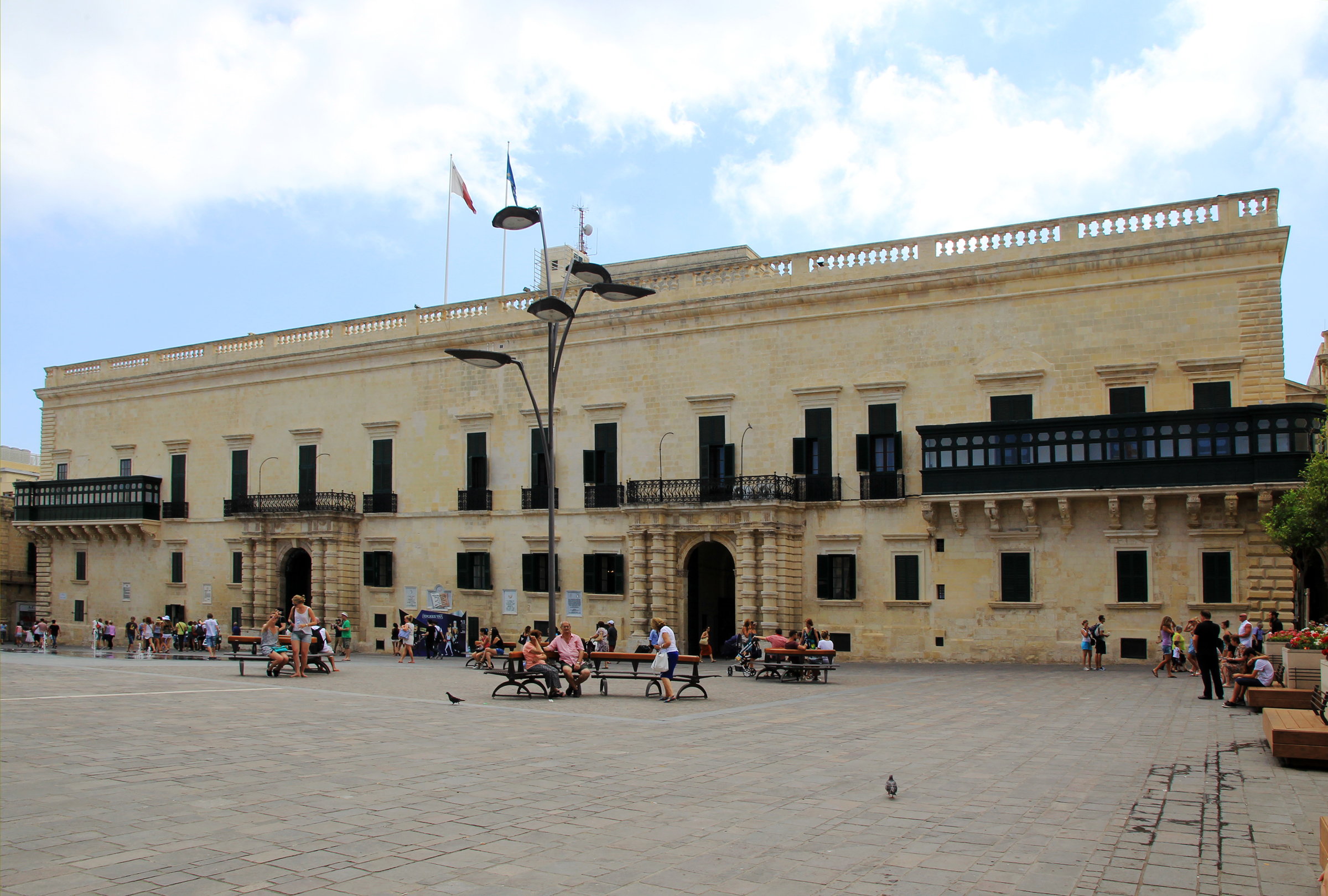
قصر السيد الأكبر، مقر السيد الأكبر لمنظمة فرسان القديس يوحنا في فاليتا.

تعد فرسان مالطا هي استمرارية لفرسان الإسبتارية والتي نأشت خلال العصور الوسطى، تعود أصول الفرسان من خلال مستشفى فراتيرنيتاس هوسبيتالاريا (باللاتينية: Fraternitas Hospitalaria) والذي تأسس في حوالي عام 1048 من قِبل التجار المسيحيين في منطقة مورستان بالقدس في فلسطين التاريخية في غرب القارة الآسيوية، خلال عصر الدولة الفاطمية، وذلك لتوفير الرعاية الطبية للحجاج إلى الأراضي المقدسة. وبعد احتلال القدس من قبل القوات الصليبية عام 1099 خلال الحملة الصليبية الأولى وسقوط مملكة بيت المقدس على يد المماليك، قام الفرسان باعتبارهم فرساناً عسكريين بحماية المسيحيين من الإضطهاد الذي تعرضوا له من قبل المسلمين، كما واعترفت بسياديّة الفرسان في عام 1113 من قبل البابا باسكال الثاني. وقد سيطر فرسان الإسبتارية على قبرص (1291-1310)، ورودس (1310-1523)، ومالطا (1530-1798)، وقد حكموا جزيرة مالطا حتى سقوطها على يد الاحتلال الفرنسي لمالطا وترك فرسان مالطا العديد من البصمات والآثار المعماريّة والاجتماعية والسياسيّة في الجزيرة، وتعتبر حقبة فرسان مالطا عموماً «العصر الذهبي» للهندسة المعمارية والفنون والصحة والتعليم في مالطا، وخاصةً بين أواخر عام 1560 وعام 1770. وتحول مقرهم الرئيسي لاحقاً إلى قصر مالطا في الفاتيكان في عام 1834 وتعد مريم العذراء راعية وشفيعة المنظمة.
على مر السنين فقد فرسان الإسبتارية قوتهم وأصبح النظام غير شعبي. كان هذا في الوقت الذي تم فيه تجسيد القيم العالمية للحرية من قبل الثورة الفرنسية، عرج نابليون بونابرت في طريقه إلى مصر على جزيرة مالطا بتاريخ 9 يونيو سنة 1798، وكانت هذه الجزيرة خاضعة لفرسان القديس يوحنا أو الإسبتارية ذوي الأصول الفرنسية والبالغ عددهم 200 فارس، منذ عهد الحروب الصليبية، وكان هؤلاء الفرسان ناقمين على قائدهم المدعو «فرديناند زو بولهايم» بما أنه كان بروسي الجنسية وقد خلف قائدًا فرنسيًا، ورفضوا قتال الفرنسيين أشد الرفض، معتبرينهم إخوانهم من شحمهم ولحمهم. استسلم فرديناند للجيش الفرنسي بعد مقاومة رمزية، وكان من نتيجة ذلك أن اكتسب نابليون مرفأً وقاعدة بحرية مهمة في البحر المتوسط، مقابل خسارته 3 رجال فقط.

### العصور الحديثة

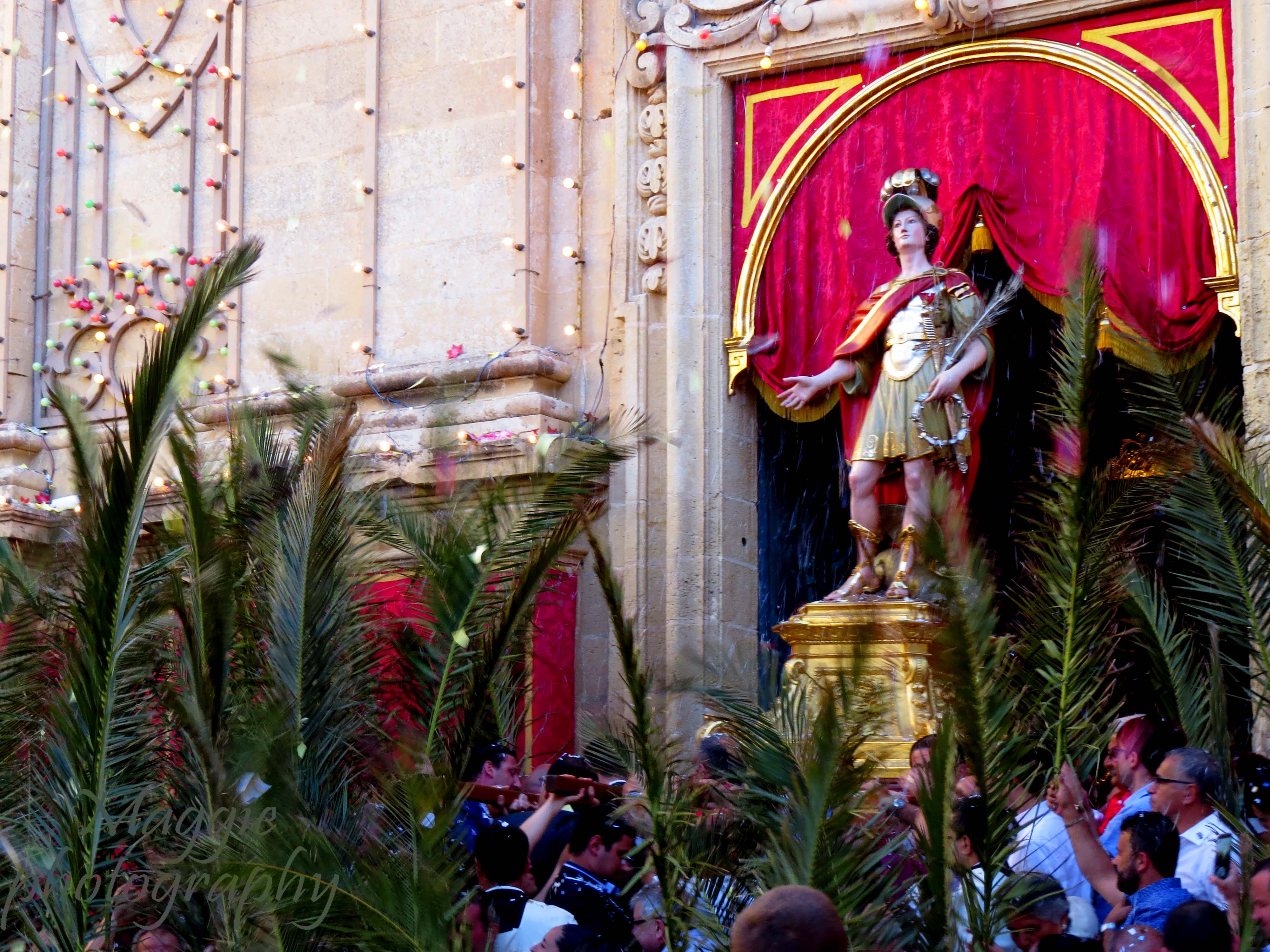
احتفالات أحد الشعانين في جزيرة غودش.

عندما بدأ الفرنسيون في غضون أشهر، بإغلاق الأديرة والإستيلاء على كنوز الكنائس، تمرد الشعب المالطي، وتراجعت الحامية الفرنسية من خلال الجنرال كلود هنري بيلغراند دي فوبوي إلى فاليتا. بعد عدة محاولات فاشلة من قبل السكان المحليين لإستعادة فاليتا، طلبوا من البريطانيين للحصول على المساعدة. قرر اللورد الأمير اللورد هوراشيو نيلسون الحصار التام، وفي عام 1800 استسلمت الحامية الفرنسية.
في عام 1814 أصبحت مالطا جزءًا من الإمبراطورية البريطانية وفقا لمعاهدة باريس. استمر الحكم البريطاني 150 عاماً حتى عام 1964 عندما حصلت مالطا على الاستقلال ودخل عددًا كبيرًا من السكان في الكنيسة الأنجليكانية وغيرها من الطوائف البروتستانتية. تاريخيًا كانت غودش جزء من أبرشية مالطا، وطلب الأسقف غوزيتانز عدة التماسات لإنشاء أبرشية مستقلة، بما في ذلك في عام 1798، خلال الاحتلال الفرنسي، ومرة أخرى في عام 1836. وطُلب الالتماس الثالث الناجح مباشرة إلى البابا بيوس التاسع في عام 1855. وقد أشار المكتب الإستعماري البريطاني إلى موافقته على إنشاء أبرشية غودش في أكتوبر من عام 1860.
في عام 1863 تم انتخاب أرخام ميشيل فرانشيسكو بوتيجيغ كأسقف مساعد مالطا وأقام في غودش. بعد عام واحد في 16 سبتمبر من عام 1864، أصدر البابا رسوم بعنوان مع الحب الرائع (باللاتينيَّة: Singulari Amore، نقحرة: سينغولاري أموري) والذي قضى بأن تنفضل جزر غودش وكمونة عن أبرشية مالطا. في 22 سبتمبر من عام 1864، تم انتخاب الأسقف بوتيجيك كأسقف أول لغودش. حتى يومنا هذا هناك سلطتان أسقفيتان في البلاد وهي أبرشية مالطا وأبرشية غودش. استمر الحكم البريطاني 150 سنة حتى عام 1964 عندما حصلت مالطة على الاستقلال، وجلب الحكم البريطاني أول عدد كبير من أعضاء الكنيسة الأنجليكانية والطوائف البروتستانتية في شكل موظفين مدنيين ومتقاعدين. ومع استقلال مالطا حددت المادة الثانية من دستور مالطا الكنيسة الرومانية الكاثوليكية باعتبارها دين الدولة الرسمي. وتذكر المادة أنّ «سلطات الكنيسة الرومانية الكاثوليكية لها واجب تعليم المبادئ على الحق» والتي «توفر التعليم الديني حسب الإيمان الروماني الكاثوليكي في جميع مدارس الدولة كجزء من التعليم الإلزامي». وكانت مالطا إحدى آخر الدول التي تمنع الطلاق في العالم المسيحي وذلك حتى عام 2011.
وجد مسح في عام 2018 أنَّ الهوية المالطية لا تزال متجذرة في الكاثوليكية، وبحسب المسح حوالي 95.2% من السكان هم من أتباع الديانة المسيحيَّة؛ منهم حوالي 93.9% من أتباع الكنيسة الرومانية الكاثوليكية. وبحسب المسح قال ثلثا المستجيبين إنهم قد يحضرون الصلوات في الكنيسة مرة واحدة على الأقل في الأسبوع. ووجد الاستطلاع أن 88.8% من الناس كانوا يعارضون إزالة الكاثوليكية كديانة رسمية لمالطة من الدستور، وكانت أغلبية أقوى ضد إزالة الصليب من المباني العامة مثل المدارس. وكانت معارضة التغيير الدستوري - التي اقترحها رئيس الوزراء جوزيف موسكات مؤخرًا - ومعارضة إزالة الصليب من المباني العامة تسير بشكل موحد عبر جميع الفئات العمرية، وجميع المناطق، وبغض النظر عن الميل السياسي. وبحسب الإستطلاع حوالي 100% من سكان جزيرة غودش من الكاثوليك، في حين أنَّ 90.7% من سكان منطقة المرفأ الشمالي من الكاثوليك. وقال 63.7% من سكان مالطا أنهم ممارسين لديانتهم.

## الطوائف المسيحية

### الكنيسة الرومانية الكاثوليكية

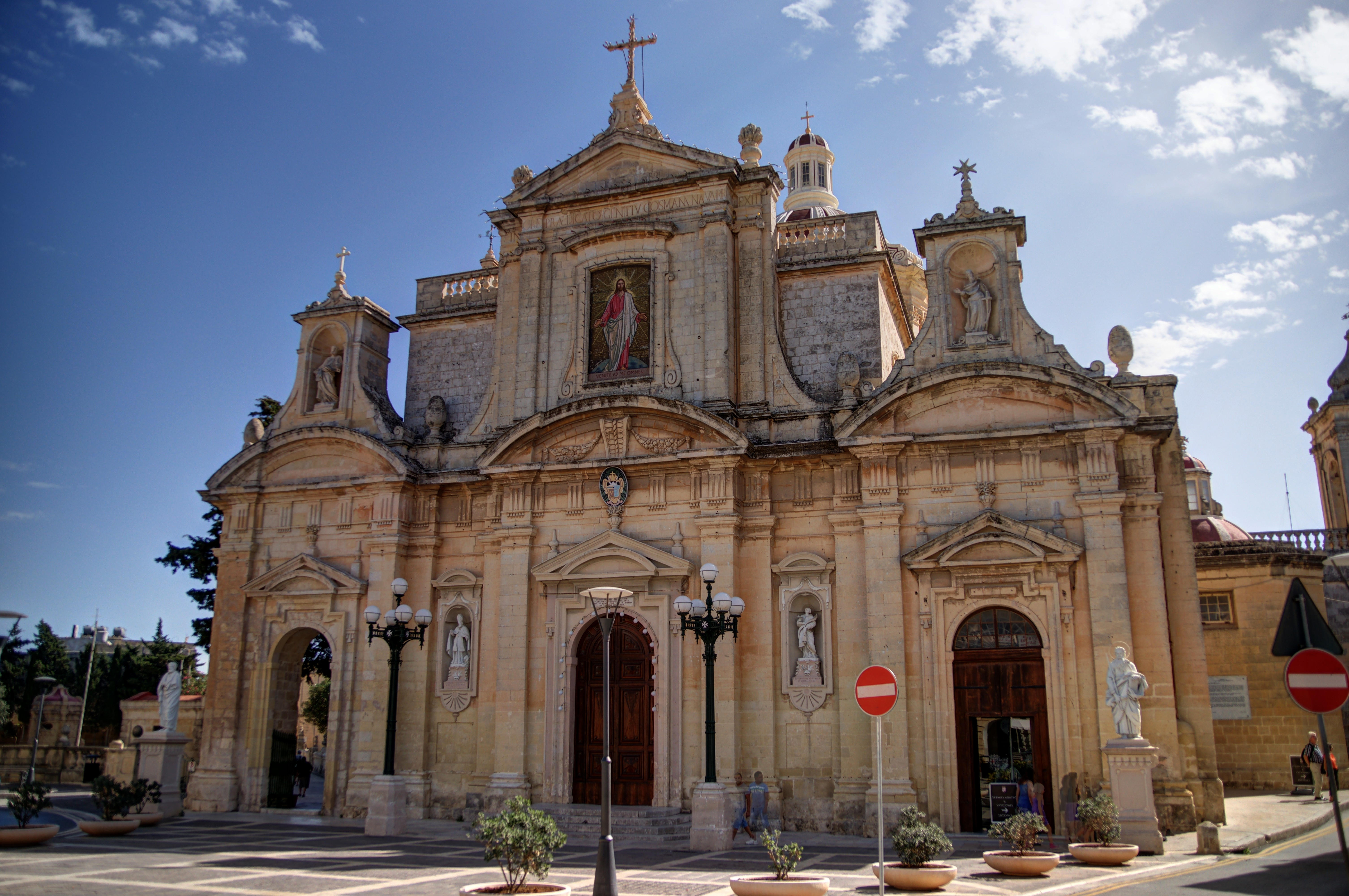
كنيسة القديس بولس الكاثوليكيَّة في الرابات.

الكنيسة الكاثوليكية المالطيَّة هي جزء من الكنيسة الكاثوليكية العالمية في ظل القيادة الروحية للبابا في روما، وتنص المادة الثانية من دستور مالطة على أن الكاثوليكية هي دين الدولة، كما أنها تنعكس في العناصر المختلفة من الثقافة المالطية، على الرغم من وضع أحكام راسخة لحرية الدين. هناك أكثر من 360 كنيسة في مالطا، وغودش وكمونة، أي كنيسة واحدة لكل 1,000 من السكان. وجد مسح في عام 2018 أنَّ الهوية المالطية لا تزال متجذرة في الكاثوليكية، وبحسب المسح حوالي 93.9% من السكان هم من أتباع الكنيسة الرومانية الكاثوليكية. وبحسب الإستطلاع حوالي 100% من سكان جزيرة غودش من الكاثوليك، في حين أنَّ 90.7% من سكان منطقة المرفأ الشمالي من الكاثوليك، وقال 63.7% من سكان مالطا أنهم ممارسين لديانتهم. ويتوزع كاثوليك البلاد إدارياً على أسقفيَّة مالطا وأبرشية غودش.
حكمت الجزيرة منذ 1530 حتى 1789 المنظمة الكاثوليكية فرسان مالطة والتي تركت العديد من البصمات والآثار المعماريَّة والاجتماعية والسياسيَّة في البلاد. بشّر بولس الطرسوسي في مالطا وهو يعّد اليوم جنبًا إلى جنب القديس بوبليوس والقديسة أجاثا رعاة جزيرة مالطا. وعلى الرغم من أن القديس جورج بريكا ليس قديساً راعياً، إلا أنه يُحظى بتقدير كبير باعتباره القديس الملطاني الثاني بعد القديس بوبليوس من مالطا والذي أعلن تطويبه في عام 1634. قام البابا بنديكت السادس عشر بإعلان وتطويبه في 3 يونيو من عام 2007. وتوجد العديد من الرهبانيات الدينية الكاثوليكية في مالطا، بما في ذلك اليسوعيون والفرنسيسكان والدومينيكان والكرمليون.

### الطوائف المسيحية الأخرى

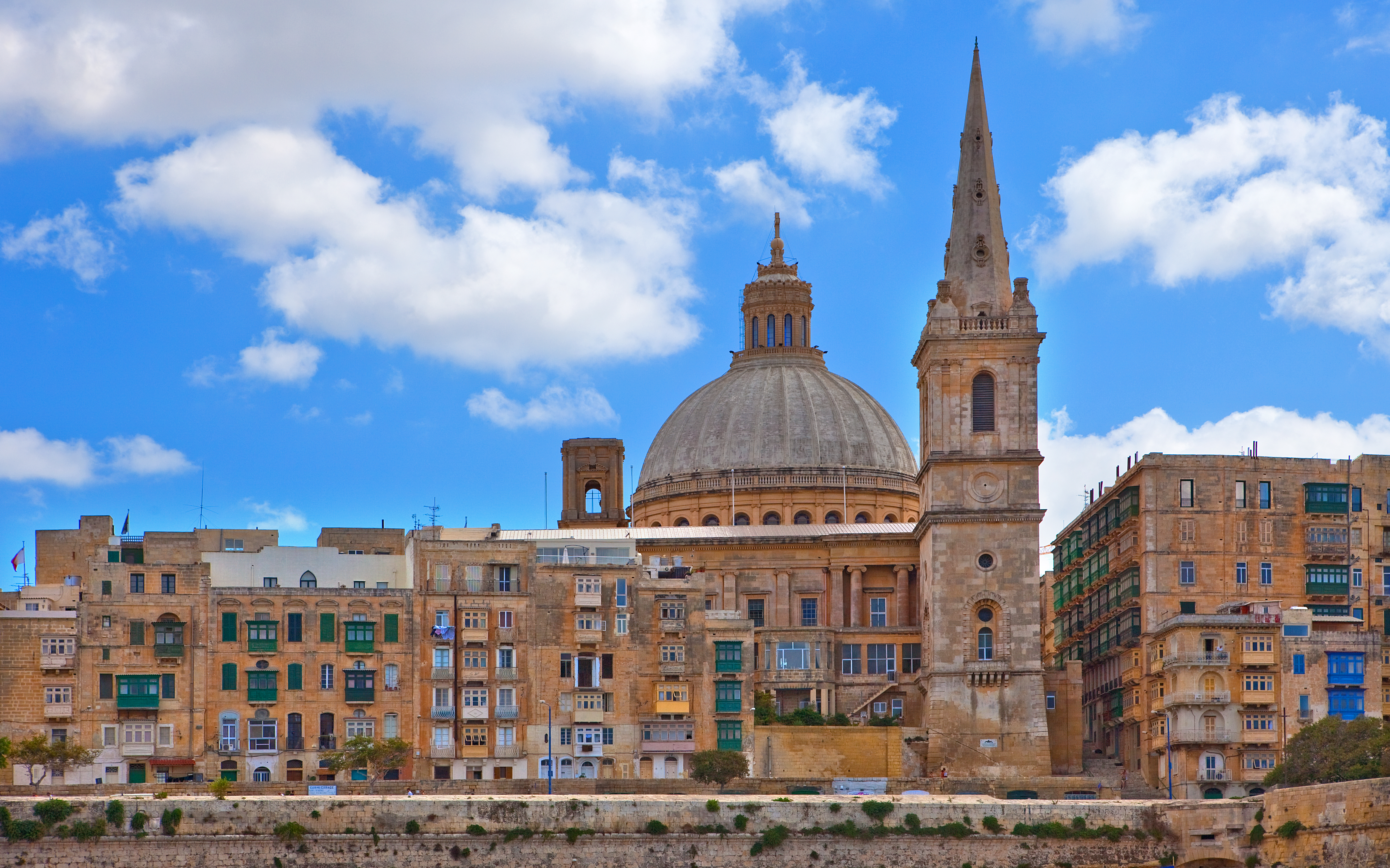
كنيسة القديس بولس الأنجليكانية في فاليتا.

معظم رعايا الكنائس البروتستانتيَّة المحليَّة ليسوا من المواطنين المالطيين؛ وهم في الغالب من المُتقاعدين البريطانيين الذين يعيشون في البلاد والمصطافين القادمين من العديد من الدول الأخرى. وتمتلك الكنيسة الأنجليكانية في مالطا كنيستان أبرشية، وهي كنيسة القديس بولس في فاليتا وكنيسة آخرى تغطي جزيرة غودش. والكنيسة هي جزء من أبرشية أوروبا في كنيسة إنجلترا، وهناك حوالي 300 أنجليكاني نشيط دينياً في مالطا بالمقابل فإنَّ عدد السكان الأنجليكان غير النشطين دينياً أعلى بكثير. ولدى الكنيسة المعمدانية والإنجيلية حُضور وتضم حوالي 400 تابع. وتشترك بعض الكنائس البروتستانتية في التعبد سويةً، بما في ذلك كنيسة القديس أندرو الأسكتلنديَّة في فاليتا، وهي مشتركة للكنيسة المشيخية والميثودية. وتتكون الجماعة اللوثريَّة في معظمها من الألمان والإسكندنافيين.
وهناك ما يقرب من 600 شخص من شهود يهوه. وهناك تواجد محلي لأتباع كنيسة يسوع المسيح لقديسي الأيام الأخيرة.
يشهد الوجود الأرثوذكسي في مالطا زيادة كبيرة في السنوات الماضية. في عام 2014 كان هناك ما لا يقل عن 5,000 مؤمن أرثوذكسي أو 1.2% من إجمالي السكان. للكنيسة الروسية الأرثوذكسية في مالطا رعيتها الخاصة، ومع ذلك فهي لا تملك كنيسة دائمة، وبالتالي تستخدم كنيسة سيدة دمشق التبابعة للكنيسة الإغريقية الكاثوليكية في فاليتا. وتستخدم الكنيسة البلغارية والأرمنيَّة أيضاً «كنيسة سيدة دمشق» للتعبد. ولدى الكنيسة اليونانية الأرثوذكسية كنيستها الخاصة، وهي جزء من أبرشية الروم الأرثوذكس في إيطاليا ومالطا. وهناك أيضاً تجمع صربي أرثوذكسي قوي في مالطا، ويستخدمون كنيسة القديس نيكولا للعبادة، والرعية الصربية هي جزء من الأبرشية الأرثوذكسية الصربية في النمسا وسويسرا. ويتعبد أتباع الكنيسة القبطية الأرثوذكسية في كنيسة القديس يعقوب في زبج. وهناك أيضاً تجمعات تابعة للكنيسة التوحيد الأرثوذكسية الإثيوبية وكنيسة التوحيد الأرثوذكسية الإريترية على التوالي، ويستخدم كلاهما كنيسة القديس جيمس في فاليتا.

## مجتمع

### الثقافة الشعبية
تُحظى الكنيسة بتأثير كبير على سياسة الدولة الداخلية. في المدارس الحكومية التعليم الديني حسب الكنيسة الرومانية الكاثوليكية هو جزء من النظام التعليمي، ويتم منح إعانات خاصة للمدارس والجامعات الكاثوليكية. وقد أثرَّت المدارس الكاثوليكية على دور المرأة المتغير في مالطا، كانت المدراس الكاثوليكية «... دليل على الالتزام الملحوظ بالتنمية الكاملة للفتيات في مجتمع عالمي». هناك أكثر من 360 كنيسة في مالطا، وغودش وكمونة، أي كنيسة واحدة لكل 1,000 من السكان. كنيسة الرعية هي النقطة المحورية المعماريّة والجغرافيّة في كل مدينة وقرية في مالطة، والمصدر الرئيسي للفخر في المدينة. هذا الفخر يتجلى خلال احتفالات القرية المحلية، والتي يتم فيها الاحتفال بيوم شفيع الرعية يتبعه مواكب دينية وجماهيرية، ومن ثم الألعاب النارية وغيرها من المهرجانات.

### اللغة
كان الناس يتحدثون باللهجة الصقلية في جزيرة صقلية وجنوب إيطاليا حتى القرن الرابع عشر، عندما تطورت إلى اللغة المالطية. وهي اللغة السامية الوحيدة بين لغات الاتحاد الأوروبي. ويعتقد المؤرخ غودفريوتينجر أن «اللغة المالطية لكنة عربية شابتها بعض المفردات الإيطالية، بل ذهب إلى اقتراح أن المالطيين ليسوا سوى عرب مسلمين تحولوا إلى المسيحية تدريجياً بعدما تقطعت بهم السبل». بالمقابل بحسب دراسات أخرى يعد الشعب المالطي أقرب جينياً إلى الفينيقيين، والصقليين والكالابريين. يستخدم المسيحيين المالطيين لفظ الجلالة «الله» للإشارة إلى الإله الذي يعبدونه، علمًا أن لفظ الجلالة المذكور قادم من الثقافة الإسلامية ولا مقابل لدى مسيحيي العالم الآخرين، باستثناء المسيحيين الناطقون باللغة العربية، حيث يستخدم المسيحيين العرب لفظ الجلالة أيضًا.

### السياسة
تحدد المادة الثانية من دستور مالطا الكنيسة الرومانية الكاثوليكية باعتبارها دين الدولة الرسمي. وتذكر المادة أنّ «سلطات الكنيسة الرومانية الكاثوليكية لها واجب تعليم المبادئ على الحق» والتي «توفر التعليم الديني حسب الإيمان الروماني الكاثوليكي في جميع مدارس الدولة كجزء من التعليم الإلزامي».
في مالطا وهي دولة تتخذ المسيحية الكاثوليكية دينًا لها، يعتبر الإجهاض محرمًا بقوة القانون، وذلك مراعاة للعقائد الكاثوليكية، ومع ذلك فإن نسب تقييد الحريات العامة في مالطا هو أقل بكثير مما هو عليه في دول أخرى تتخذ دينًا رسميًّا، كما وكانت مالطا إحدى آخر الدول التي تمنع الطلاق في العالم المسيحي وذلك حتى عام 2011.